# Hippocampus fisheri
Hippocampus fisheri är en fiskart som beskrevs av Jordan och Barton Warren Evermann 1903. Hippocampus fisheri ingår i släktet Hippocampus och familjen kantnålsfiskar. IUCN kategoriserar arten globalt som otillräckligt studerad. Inga underarter finns listade i Catalogue of Life.